# Марти Мистерија
Марти Мистерија (Martin Mystère) је стрип-јунак италијанске издавачке куће Серђо Бонели Едиторе. Створен је из пера Алфреда Кастелија и у графичкој реализацији Ђанкарла Алесандринија, а на киосцима Италије се појавио априла 1982. Детектив немогућег се током своје каријере често сусретао са разним заборављеним тајнама из времена континената Атлантиде и Муа, НЛО-има, парапсихолошким феноменима и другим димензијама.
Марти Мистерија излази и ван Италије, па није редак случај да се оригинално име овог јунака Martin Mystère, преводи на локални језик, као на пример Martin Mystery у САД, Allan Dark у Немачкој или Марти Мистерија у Србији.
Сам стрип Марти Мистерија је својом појавом изазвао праву малу револуцију у кући Серђо Бонели Едиторе када је, уз већ стару гарду (Текс, Загор, Мистер Но), дошло до праве поплаве нових јунака (Дилан Дог, Ник Рајдер, Натан Невер, Легз Вивер и многи други).
Године 2003. године направљена је и анимирана серија Марти Мистерија која представља лабаву адаптацију стрипа, а 2006. године и видео-игра Марти Мистерија: Операција Доријан Греј.
Издавачка кућа „Весели четвртак ”издавач је серијала „Марти Мистерија” за Србију.

## Лик Мартија Мистерије
Марти Мистерија је научник заинтересован за идеје које званична наука одбацује, сматрајући их смешним и немогућим. За разлику од већине стрип- јунака који готово по правилу не старе, то са Мартијем није случај. Професор Марти Жак Мистерија живи у Њујорку, у улици Washington Mews број 3 (која заиста постоји), заједно са својом сапутницом Дијаном Ломбард Мистерија и помоћником Јавом. Када није на путу, што се иначе ретко дешава, Марти своје време проводи испред свог Мекинтоша, бележећи своје пустоловине, и припремајући углавном временски заостале чланке и емисије своје серије, Мистеријине Мистерије, које иду на ABC телевизији. Дуго времена је у борбама са негативцима користио античко оружје мурчадну, пореклом са континента Му, старог преко 10.000 година, са којим је парализовао своје противнике. Временом је и моћ мурчадне ослабила, тако да је данас готово уопште и не користи.

## Званична биографија
Мистерија Марти Жак, рођен у Њујорку 28. јуна 1942. године. Дипломирао је антропологију на Харвард универзитету 1964. године. Након смрти родитеља, који су погинули у авионској несрећи 1965. године, наслеђује велики иметак. Потом се сели на две године у Италију, где похађа Институт лепих уметности у Фиренци. Године 1973. креће на прву експедицију до рушевина Мохенџо Дароа у Пакистану, заједно са колегом и пријатељем Сержом Орлијем. У Индији почиње да се занима за јогу и друге езотеричне дисциплине. По повратку у САД, пише своју прву књигу, Мистеријине мистерије прошлости, која код публике доживљава велики успех. Убрзо постаје познат као „детектив немогућег“. Наиме, бави се случајевима које археологија и наука званично не могу да објасне. Умало је изгубио живот у бродолому у Бермуском троуглу. Заједно са Сержом Орлијем успева да отклони опасност од инвазије отровних пчела из Бразила. Потом, 1978. године, прекида пријатељство са Орлијем, који тајанствено нестаје са научне сцене. Након експедиције, о којој не постоје прецизни подаци, враћа се у САД са једним Неандерталцем, над којим успева да добије старатељство. Иако припада вишој и средњој класи, гаји напредне политичке идеје. Током рата у Вијетнаму, био је на неколико месеци суспендован са факултета јер је протестовао против мешања Америке у унутрашње ствари Вијетнама. Члан је бројних пацифистичких друштава, као и оних за заштиту грађанских права. Написао је више књига о екологији, међу којима је и бестселера S.O.S. за планету Земљу.

## Пријатељи и непријатељи
Најбољи Мартијев пријатељ и помоћник је Јава, неандерталски човек, припадник расе за коју се веровало да је изумрла још пре 30.000 година, кога је Марти пронашао током своје експедиције у Монголији, у Граду прозирних сенки, 1978. године. По добијању америчког држављанства и пасоша под именом Ј. Јава, он и данас живи заједно са Мартијем и Дијаном у кући у Њујорку. С обзиром да је нем, Јава се користи својеврсним неандерталским језиком као и амерсланом, језиком глувонемих кога, очигледно, једино Марти савршено разуме.
Дијана Ломбард Мистерија, по занимању социјални радник, је вечита сапутница Мартија Мистерије. Венчали су се тајно, децембра 1995., али су своју везу јавно обелоданили тек седам година касније у пригоди 20 година серијала у епизоди Двадесет година мистерија (Vent'anni di mysteri), априла 2002.
Инспектор њујоршке полиције Тревис је више пута помогао Мартију у истраживању мистерија, не устручавајући се ни да тражи Мартијеву помоћ приликом решавања разних необјашњивих случајева.
Крис Тауер, бивши припадник ЦИА, а данас управник супер-тајне владине базе Другде, често се појављује у серијалу, не само као зановетало, већ и као особа на положају на коју се Марти увек може ослонити.
Поред Тауера, углавном лети, када у Италији излази специјално годишње издање Мартија Мистерије, појављује се и тројка састављена од бајне плавуше Енџи, и чудног пара Џона Дија и Едварда Келија. У 16. веку Џон Ди је био саветник и лични маг енглеске краљице Елизабете I, а Кели његов помоћник. У стрипу пратимо авантуре њихових чукун-чукун унука.
Највећи непријатељ, а некада најбољи Мартијев пријатељ, је Серж Орли, човек огромног знања и интелигенције, али без икаквих скрупула, кога интересују само моћ и новац. У стравичној експлозији у подземном Граду прозирних сенки, Орли је изгубио око, пола лица и леву руку, која је касније замењена биомеханичком руком у коју је уграђена мурчадна. Сам Орлијев лик је заснован на концепту лудог научника, који би био сушта супротност, алтер его Мартију Мистерији. Ипак, од епизоде Ксанаду (Xanadu) те у Острву леда и ватре (L'isola di ghiaccio e di fuoco), објављеним у едицији Гигант, однос ће почети да се мења према пријатељству, које ће бити крунисано у јубиларној епизоди Двадесет година мистерија.
Дијаболични Мистер Џинкс, један од најмаркантнијих негативаца серијала, својеврсни луди научник који је опседнут идејама као што су бесмртност, вечна младост и томе слично, често се сусретао са Мартијем у серијалу, увек у борби на живот и смрт. Али, Мистер Џинкс, као и остали који имају уговор са Ђаволом, увек за длаку избегне сигурну смрт у коју га, неуспешно, Марти гура више од 20 година.
Људи у црном, тајно удружење формирано још у време Атлантиде, посветило се брисању свих трагова цивилизација које не постоје у уџбеницима, да се не би пореметила равнотежа у свету. Нормално, у таквим околностима, путеви Мартија Мистерије и Људи у црном се често укрштају, при чему ниједна страна не преза од уништења оне друге. Ипак, као и код Орлија, и овде се међусобни односи мењају, тако да данас није нимало необично видети припаднике омражене организације Људи у црном који помажу Мартију у одређеним авантурама.

## Аутори
Творац, главни сценариста и уредник Мартија Мистерије је Алфредо Кастели; главни цртач и аутор свих насловних страна (изузимајући првих двадесет страна додатка Специјалном издању Мартија Мистерије, чији је аутор Клаудио Виља) је Ђанкарло Алесандрини. Остали сценаристи су Карло Рекањо, Микеланђело Ла Неве и Паоло Моралес (који је уједно и цртач), као и цртачи Франко Бињоти, Франко Девескови, Нандо и Денизио Еспозито, Лучо Филипучи и Анђело Марија Ричи. Поред набројаних, на стрипу су сарађивали и други, мање познати сценаристи и цртачи.

## Издања
Регуларна издања: Весели четвртак
| Бр. | Наслов епизоде                   | Објављен            | Бр. | Наслов оригинала                    |
| --- | -------------------------------- | ------------------- | --- | ----------------------------------- |
| 1   | Судбина Атлантиде                | 11. септембар 2008. | 279 | Il destino di Atlantide             |
| 2   | Повратак у Недођију              | 6. новембар 2008.   | 280 | Ritorno alla Terra che non c'e      |
| 3   | Тринаесто искушење               | 1. јануар 2009.     | 281 | La tredecesima fatica               |
| 4   | Златни Буда                      | 26. фебруар 2009.   | 282 | Il Budda d'oro                      |
| 5   | Казна Елохима                    | 23. април 2009.     | 283 | Il castigo degli Elohim             |
| 6   | Царев паун                       | 18. јун 2009.       | 284 | Il pavone dell'Imperatore           |
| 7   | Велики Худини                    | 13. август 2009.    | 285 | Il grande Houdini                   |
| 8   | Ужас Кејп Рока                   | 8. октобар 2009.    | 286 | L’orrore di Cape Rock               |
| 9   | Благо капетана Кида              | 3. децембар 2009    | 287 | Il tesoro di Capitan Kidd           |
| 10  | Грендел!                         | 28. јануар 2010.    | 288 | Grendel!                            |
| 11  | Последње путовање Амелије Ерхарт | 25. март 2010.      | 289 | L’ultimo viaggio di Amelia Earhart  |
| 12  | Емотикон :-(                     | 20. мај 2010.       | 290 | Emoticon :-(                        |
| 13  | Каравађов код                    | 15. јул 2010.       | 291 | Il codice Caravaggio                |
| 14  | Црно сунце                       | 9. септембар 2010.  | 292 | Il sole nero                        |
| 15  | Хомункулус                       | 23. децембар 2010.  | 293 | Homunculus                          |
| 16  | Сећања из будућности             | 1. септембар 2011.  | 294 | Ricordi dal futuro                  |
| 17  | Завера Месец                     | 24. новембар 2011.  | 295 | Cospirazione Luna                   |
| 18  | Збогом, Јава!                    | 16. фебруар 2012.   | 296 | Java, addio!                        |
| 19  | Ужас с друге стране прага        | 10. мај 2012.       | 297 | L’orrore oltre la soglia            |
| 20  | Човек без сећања                 | 2. август 2012.     | 298 | L’uomo senza memoria                |
| 21  | Тајна Јованке Орлеанке           | 25. октобар 2012.   | 299 | Il segreto di Giovanna d’Arco       |
| 22  | Седам господара дугиних боја     | 17. јануар 2013.    | 300 | I Sette Signori dell'Iride          |
| 23  | Богови сутона                    | 11. април 2013.     | 301 | Gli Dei del Tramonto                |
| 24  | Метеори                          | 4. јул 2013.        | 302 | Meteore                             |
| 25  | Нож Боуви                        | 26. септембар 2013. | 303 | Bowie Knife                         |
| 26  | Забрањени град                   | 19. децембар 2013.  | 304 | La Citta Proibita                   |
| 27  | Последњи конвој                  | 27. март 2014       | 305 | L'ultimo Convoglio                  |
| 28  | Чаробни Божић                    | 19. јун 2014.       | 306 | Magico Natale                       |
| 29  | Златни прах                      | 11. септембар 2014. | 307 | Polvere D'oro                       |
| 30  | Дидонино благо                   | 4. децембар 2014.   | 308 | Il Tesoro di Didone                 |
| 31  | Заточеник лагуне                 | 26. фебруар 2015.   | 309 | Il Prigioniero della Laguna         |
| 32  | Тамница немогућих бића           | 21. мај 2015.       | 310 | Il Carcere degli Esseri Impossibili |
| 33  | Хоризонт догађаја                | 13. август 2015.    | 311 | L'orizzonte degli Eventi            |
| 34  | Повратак звери                   | 5. новембар 2015.   | 312 | Il Ritorno nella Bestia             |
| 35  | Човек који је живео у будућности | 4. фебруар 2016.    | 313 | L'uomo che Visse nel Futuro         |
| 36  | Сива плима                       | 28. април 2016.     | 314 | La Marea Grigia                     |
| 37  | Крајичком ока                    | 21. јули 2016.      | 315 | Con la Coda dell'occhio             |
| 38  | Касиопејина пресуда              | 13. октобар 2016.   | 316 | Il Verdetto di Cassiopea            |
| 39  | Лонгитуда нула                   | 5. јануар 2017.     | 317 | Longitudine Zero                    |
| 40  | Треће племе                      | 30. март 2017.      | 318 | La Terza Stirpe                     |
| 41  | Туђе мисли                       | 22. јун 2017.       | 319 | I Pensieri degli Altri              |
| 42  | Тридесете године                 | 14. септембар 2017. | 320 | Anni 30                             |
| 43  | Пројекат „Киборг”                | 7. децембар 2017.   | 321 | Il Progetto Cyborg                  |
| 44  | Небеска завера                   | 1. март 2018.       | 322 | Congiura nei cieli                  |
| 45  | Тридесет шест праведника         | 24. мај 2018.       | 323 | I trentasei giusti                  |
| 46  | Смак света                       | 16. август 2018.    | 324 | La fine del mondo                   |
| 47  | Гласови из прошлости             | 8. новембар 2018.   | 325 | Voci dal passato                    |
| 48  | Фермијев парадокс                | 31. јануар 2019.    | 326 | Il paradosso di Fermi               |
| 49  | Становници подземља              | 25. април 2019.     | 327 | Gli abitatori del sottosuolo        |
| 50  | Протокол "Левијатан"             | 18. јул 2019.       | 328 | Protocollo Leviathan                |
| 51  | Претња са Алагале                | 10. октобар 2019.   | 329 | La minaccia di Allagalla            |
| 52  | Венчање Сержа Орлија             | 2. јануар 2020.     | 330 | Il matrimonio di Sergej Orloff      |
| 53  | Повратак на лонгитуду нула       | 26. март 2020.      | 331 | Ritorno a longitudine zero          |
| 54  | Буђење Тиамат                    | 18. јун 2020.       | 332 | Il risveglio di Tiamat              |
| 55  | Бродолом "Телемаха"              | 10. септембар 2020. | 333 | Il naufragio del Telemaco           |
| 56  | Грабљивци свете шуме             | 3. децембар 2020.   | 334 | I predatori della foresta sacra     |
| 57  | За-Те-Нејева сенка               | 25. фебруар 2021.   | 335 | L’ombra di Za-Te-Nay                |
| 58  | Мрачна тантра                    | 20. мај 2021.       | 336 | Tantra oscuro                       |
| 59  | Шахиста                          | 12. август 2021.    | 337 | Il Giocatore di Scacchi             |
| 60  | Летећи тањир Карла Великог       | 4. новембар 2021.   | 338 | Le Astronavi di Carlo Magno         |
| 61  | Творац митова                    | 27. јануар 2022.    | 339 | L'inventore di Miti                 |
| 62. | Филозофско дрво                  | 21. април 2022.     | 340 | L'albero Filosofico                 |
| 63. | Хиљаду ждралова Хирошиме         | 14. јул 2022.       | 341 | Le mille gru di Hiroshima           |
| 64. | Дивљи лов                        | 6. октобар 2022.    | 342 | La caccia selvaggia                 |
| 65. | Кецалкоатл                       | 29. децембар 2022.  | 343 | Quetzalcoatl                        |
| 66  | Барон Минхаузен                  | 23. март 2023.      | 344 | Il barone di Munchausen             |
| 67  | Жути Нил                         | 15. јун 2023.       | 345 | Il Nilo giallo                      |
| 68  | Шибалба                          | 7. септембар 2023.  | 346 | Xibalba                             |
| 69  | Злато краља Миде                 | 30. новембар 2023.  | 347 | L'oro di Rei Mida                   |
| 70  | Велика игра                      | фебруар 2024.       | 348 |                                     |

Колекционарска издања
Године 2013. Весели четвртак је покренуо едицију књига под називом Библиотека Марти Мистерија у којима је планирано да се објаве прве епизоде серијала. У периоду 2013-2023. објављено је пет књига са преко 30 епизода.
| Књига | Наслов епизода | Наслов оригинала |
| ----- | --- | --- |
| 1     | Алан Квотермејн: Одредиште Мексико, Док Робинзон: Људи у црном, 1. Људи у црном, 2. Освета бога Ра, 3. Операција Арка, 4. Проклето племе, 5. Кућа на граници света, 6. Злочин из праисторије, 7. Човек који је открио Европу (до стране 34)               | Allan Quatermain: Destinazione Messico, Doc Robinson: Gli Uomini in Nero, 1. Gli Uomini in Nero, 2. La Vendetta di Ra, 3. Operazione Arca, 4. La Stirpe Maledetta, 5. La Casa ai Confini del Mondo, 6. Delitto nella Preistoria, 7. L'uomo che Scopri L'Europa (pag. 3-34) |
| 2     | 7. Човек који је открио Европу (од стране 35), 8. Извор младости, 9. Бермудски троугао, 10. Тајна „Лузитаније”, 11. Лобања судбине, 12. У сенци Теотивакана, 13. Вампир у Њујорку, 14. Проклетство вампира                                                | 7. L'uomo che Scopri L'Europa (pag. 35-98), 8. La Fonte della Giovinezza, 9. Il Triangolo delle Bermude, 10. Il Segreto del "Lusitania", 11. Il Teschio del Destino, 12. All'ombra di Teotihuacan, 13. Un Vampiro a New York, 14. La Maledizione                           |
| 3     | 15. Мач краља Артура, 16. Мистерија Стоунхенџа, кп1. Ђокондин осмех, 17. Град прозирних сенки, 18. Бића из понора, 19. Ужас у свемиру, 20. Вавилонска кула, 21. Књига тајни, 22. Тунгуска (до стране 34)                                                  | 15. La Spada di Re Artu, 16. Il Mistero di Stonehenge, rb1. Il Sorriso della Gioconda, 17. La Citta delle Ombre Diafane, 18. Le Creatude dell'abisso, 19. Orrore nello Spazio, 20. La Torre di Babele, 21. Il Libro degli Aracni, 22. Tunguska! (pag. 3-34)                |
| 4     | 22. Тунгуска (од стране 34), 23. Смрт у тајги, 24. Путовање у будућност, 25. Повратак с оног света, 26. Челично чудовиште 27. Сусрети блиске врте, 28. Кристална кугла (до стране 34), СП1 Златна кобра, Речник Мистерија 1: Тајанствена места и предмети | 22. Tunguska! (pag. 35-98), 23. Morte nella taiga, 24. Viaggio nel futuro, 25. Ritorno dall’aldilà, 26. Il mostro d’acciaio, 27. Incontri ravvicinati, 28. La sfera di cristallo (pag. 3-34), SP1 Il cobra d’oro, Il dizionario dei Misteri 1: Luoghi e oggetti misteriosi |

Остала издања
| Бр.    | Наслов епизоде                                            | Бр.                     | Наслов оригинала                                                                      |
| ------ | --------------------------------------------------------- | ----------------------- | ------------------------------------------------------------------------------------- |
| ДДСБ32 | Последња станица: Ужас!                                   | DDMM1                   | Ultima Fermata: L'incubo!                                                             |
| ДДСБ36 | Смак света                                                | DDMM2                   | La Fine del Mondo                                                                     |
| ОП3    | Немогући кошмар                                           | DDCF12                  | Incubo Impossibile                                                                    |
| ОП12   | Повратак немогућем                                        | MMNAC1                  | Ritorno all'impossibile                                                               |
| ОП16   | Сципионов шлем                                            | MMNAC2                  | L'elmo di Scipio                                                                      |
| ОП22   | Барка истребљења                                          | MMNAC3                  | L'arca dell'estinzione                                                                |
| ОП26   | Мелодија која убија                                       | MMNAC4                  | La melodia che uccide                                                                 |
| ОП33   | Кад се светови сударе                                     | MMNAC5                  | Quando i mondi si scontrano                                                           |
| ОП37   | Глас из будућности                                        | MMNAC6                  | Una voce dal futuro                                                                   |
| ОП41   | Од земље до месеца                                        | MMNAC7                  | Dalla terra alla luna                                                                 |
| ОП47   | Лов на Џаспера                                            | MMNAC8                  | La caccia di Jasper                                                                   |
| ОП51   | Планета робота                                            | MMNAC9                  | Il pianeta dei robot                                                                  |
| ОП57   | Пад Агартија                                              | MMNAC10                 | La caduta di Agarthi                                                                  |
| ОП63   | Камен мудрости                                            | MMNAC11                 | La pietra filosofale                                                                  |
| ОП67   | У срцу таме                                               | MMNAC12                 | Al cuore della tenebra                                                                |
| ОП71   | Повратак коренима                                         | ММNACSS1/2              | Ritorno alle origini/Guerra nella praistoria                                          |
| ОП75   | Крваво црвени Њујорк                                      | MMNACSS3/4              | New York rosso sangue/Il naufrago del tempo                                           |
| ЗС5    | Онај који обитава у тами                                  | SDA1                    | Colui che dimora nelle tenebre                                                        |
| ЗС8    | Како је Доналд Трамп спасао свет/Документ ”Ламбда”        | AL1989/AL1990           | Conominium, ovvero come Donald Trump salvò la Terra/Il documento Lambda               |
| ЗС12   | Амбис зла                                                 | MM МX10                 | L’abisso del male                                                                     |
| ЗС15   | Створ који вреба у магли                                  | SDA2                    | La cosa che attende nella nebbia                                                      |
| ЗС24   | Тајна немогуће секире                                     | MM242/243               | La scure incantata/L’astronave degli esseri perduti                                   |
| ЗС25   | Сенка која је изазвала Шерлока Холмса                     | SDA3                    | L'ombra che sfido Sherloch Holmes                                                     |
| ЗС32   | Панова фрула                                              | MM38/40                 | Scanners!/Il flauto di Pan/La reincarnazione di Annabel Lee                           |
| ЗС35   | Човек који је приповедао приче                            | SDA4                    | L'uomo che raccontava storie                                                          |
| ЗС37   | Повратак у тридесете                                      | AL2014/AL2015           | L'impero sottomarino/Saturn contro la Terra                                           |
| ЗС40   | Заточеник будућности                                      | MMNN1                   | Prigioniero del futuro                                                                |
| ЗС45   | Жена која је живела у два света                           | SDA5                    | La donna she visse in due mondi                                                       |
| ЗС46   | Вечити рат                                                | NN 64/65                | L'isola nel cielo/La guerra senza tempo                                               |
| ЗС52   | Јавина прошлост                                           | ММ111/113               | Il passato di Java/Allan Quatermain/Java contro Java                                  |
| ЗС СП1 | Године и године                                           | ММ241, 386, МG1         | Vent'anni di mysteri/I suoi primi quarant'anni/Ci pensa Java/La gatta di Schroedinger |
| ЛМС3   | Тајна светог Николе/Мач у камену/Марти Мистерија IX       | MM G1, rb 10, op1       | Il segreto di San Nicola/La spada nella roccia/Martin Mystere IX                      |
| ПИ1    | Марти Мистерија/Док Робинзон: Четрдестет година мистерија | ММCSAC1,2, MM320, MM386 | Gli uomini in nero/Operazione Arca                                                    |

### Попис старих издања
Ванредно издање Лунов Магнус Стрипа, Дневник, Нови Сад (1983-1991)
| Бр. | Наслов епизоде              | Објављен | Бр.                    | Наслов оригинала                                                  |
| --- | --------------------------- | -------- | ---------------------- | ----------------------------------------------------------------- |
| 1   | Марти Мистерија             | 1983     | 1                      | Gli Uomini in Nero                                                |
| 2   | Освета божанства Ра         | 1983     | 2                      | La Vendetta di Ra                                                 |
| 3   | Операција Арка              | 1983     | 3                      | Operazione Arca                                                   |
| 4   | Проклето племе              | 1983     | 4                      | La Stirpe Maledetta                                               |
| 5   | Кућа на граници света       | 1983     | 5                      | La Casa ai Confini del Mondo                                      |
| 6   | Злочин у праисторији        | 1983     | 6                      | Delitto nella Preistoria                                          |
| 7   | Човек који је открио Европу | 1984     | 7                      | L'uomo che Scopri L'Europa                                        |
| 8   | Извор младости              | 1984     | 8                      | La Fonte della Giovinezza                                         |
| 9   | Бермудски троугао           | 1984     | 9                      | Il Triangolo delle Bermude                                        |
| 10  | Тајна Лузитаније            | 1984     | 10                     | Il Segreto del "Lusitania"                                        |
| 11  | У сенци Теотиуакана         | 1984     | 11                     | Il Teschio del Destino                                            |
| 12  | Дух Теотиуакана             | 1984     | 12                     | Al'ombra del Teotihuacan                                          |
| 13  | Вампир у Њујорку            | 1984     | 13                     | Un Vampiro a New Yrok                                             |
| 14  | Проклетство вампира         | 1984     | 14                     | La Maledizione                                                    |
| 15  | Мач краља Артура            | 1984     | 15                     | La Spada di Re Artu                                               |
| 16  | Тајна Стоунхенга            | 1984     | 16                     | Il Mistero di Stonehenge                                          |
| 17  | Сабласни град               | 1984     | 17                     | La Citta delle Ombre Diafane                                      |
| 18  | Робови страшног сна         | 1984     | 18                     | Le Creature del'Abisso                                            |
| 19  | Тајанствена убиства         | 1984     | 19                     | Orrore nello Spazio                                               |
| 20  | Вавилонска кула             | 1984     | 20                     | La Torre di Babele                                                |
| 21  | Истините тајне              | 1984     | 21                     | Il Libro degli Arcani                                             |
| 22  | Тунгуска                    | 1985     | 22                     | Tunguska!                                                         |
| 23  | Злочин у тајги              | 1985     | 23                     | Morte nella Taiga                                                 |
| 24  | Путовање у будућност        | 1985     | 24                     | Viaggio nel Futuro                                                |
| 25  | Повратак из мртвих          | 1985     | 25, 26                 | Ritorno all'Aldila, Il Mostro d'Acciaio                           |
| 26  | Сусрети блиске врсте        | 1985     | 26, 27, 28             | Il Mostro d'Acciaio, Incontri Ravvicinati, La Sfera di Cristalo   |
| 27  | Кристална кугла             | 1985     | 28, 29                 | La Sfera di Cristallo, II Terzo Occhio                            |
| 28  | Смртоносни ујед             | 1985     | 30, 31                 | La Camera del Tempo, L'orrenda Invasione                          |
| 29  | Тајна Јетија                | 1985     | 31, 32, 33             | L'orrenda Invasione, L'uomo dei Boschi, Il Libro di Toth          |
| 30  | Заточеник таме              | 1985     | 33, 34                 | Il Libro di Toth, Il Mistero del Nuraghe                          |
| 31  | Моха-Моха                   | 1985     | 35                     | Moha-Moha                                                         |
| 32  | Повратак Кундингаса         | 1985     | 36                     | Il Ritorno dei Kundingas                                          |
| 33  | Рушилачки ум                | 1986     | 37,38                  | La Mente che Uccide, Scanners!                                    |
| 34  | Мистерија и Анабел Ли       | 1986     | 38, 40, 41             | Scanners!, La reincarnazione di Annabel Lee, Il Potere dell'Idolo |
| 35  | Човек без прошлости         | 1986     | 41, 42                 | Il Potere dell'Idolo, Rapa-Nui!                                   |
| 36  | Вечити рат                  | 1986     | 42,43                  | Rapa-Nui!, La Guerra Senza Tempo                                  |
| 37  | Метализирани људи           | 1986     | 43, 44                 | La Guerra Senza Tempo, Il Principe del Tenebre                    |
| 38  | Ледени обруч                | 1986     | 44, 45                 | Il Principe del Tenebre, Il Segreto del Monastero                 |
| 39  | Господар олује              | 1986     | 45, 46                 | Il Segreto del Monastero, Il Signore del Tempeste                 |
| 40  | Час „Х”                     | 1986     | 46, Speciale 1         | Il signore del Tempeste, Il Cobra d'Oro                           |
| 41  | Велика магија               | 1986     | Speciale 1, 46, 47     | Il Cobra d'Oro, Il Signore del Tempeste, Tempo Zero               |
| 42  | Горе од смрти               | 1986     | 47, 48                 | Tempo Zero, Gli Assasini di Kung-Fu                               |
| 43  | Убице Кунг-фуа              | 1986     | 48, 49                 | Gli Assasini del Kung-Fu, Sangue a Chinatown                      |
| 44  | Знак смрти                  | 1987     | 49, 50                 | Sangue a Chinatown, La Falce del Druido                           |
| 45  | Чаробни напитак             | 1987     | 50, 51                 | La Falce del Druido, La Notte dell'Uomo Lupo                      |
| 46  | Ноћ пунога месеца           | 1987     | 51, Speciale 2         | La Notte dell'Uomo Lupo, Il Tesoro di Loch Ness                   |
| 47  | Магија злог Сулиса          | 1987     | Speciale 2, Speciale 3 | Il Tesoro di Loch Ness, Il Segreto della Grande Piramide          |
| 48  | Човек из Атлантиде          | 1987     | Speciale 3, 51         | Il Segreto della Grande Piramide, La Notte dell'Uomo Lupo         |
| 49  | Седма жртва                 | 1987     | 51, 52                 | La Notte dell'Uomo Lupo, La Follia di Martin Mystere              |
| 50  | Замак ужаса                 | 1987     | 52, 53                 | La Follia di Martin Mystere, Frankenstein 1986                    |
| 51  | Повратак чудовишта          | 1987     | 53, 54                 | Frankenstein 1986, Ritorno a Lilliput                             |
| 52  | Усијана олупина             | 1987     | 54, 55                 | Ritorno a Lilliput, Il Tesoro delle Sette Citta                   |
| 53  | Златни брод                 | 1987     | 55, 56                 | Il Tesoro delle Sette Citta, Magia Africana                       |
| 54  | Афричка магија              | 1987     | 56, 57                 | Magia Africana, Il Risveglio dei Dinosauri                        |
| 55  | Буђење диносауруса          | 1987     | 57, 58                 | Il Risveglio dei Dinosauri, La Valle Perduta                      |
| 56  | Трагови Наске               | 1988     | 58, 59                 | La Valle Perduta, Le Piste di Nazca                               |
| 57  | У земљи Догона              | 1988     | 59, 60                 | Le Piste di Nazca, Nella Terra dei Dogon                          |
| 58  | Поглед који убија           | 1988     | 60, 61                 | Nella Terra dei Dogon, Il Genio del Male                          |
| 59  | Временска машина            | 1988     | 61, 62                 | Il Genio del Male, Quarta Dimensione                              |
| 60  | Дани море                   | 1988     | 62, 63                 | Quarta Dimensione, Operazione Dorian Gray                         |
| 61  | Операција Доријан Греј      | 1988     | 63, 64                 | Operazione Dorian Gray, Fantasmi a Manhattan                      |
| 62  | Електронски терор           | 1988     | 64, 65                 | Fantasmi a Manhattan, Space Invaders                              |
| 63  | Игра је завршена            | 1988     | 65, 66                 | Space Invaders, Il Presagio                                       |
| 64  | Агарти                      | 1988     | 66, 67                 | Il Presagio, Agarthi!                                             |
| 65  | Дуго бекство                | 1988     | 67, 68                 | Agarthi!, I Signori della Guerra                                  |
| 66  | Трећи човек                 | 1988     | 68, 69                 | I Signori della Guerra, La Vera Storia del Capitano Nemo          |
| 67  | Истинита прича              | 1988     | 69, 70                 | La Vera Storia dal Capitano Nemo, Minaccia dagli Abissi           |
| 68  | Андроид 221                 | 1989     | 70, 71                 | Minaccia dagli Abissi, Morte al Varieta                           |
| 69  | Смрт у варијетеу            | 1989     | 71, 72                 | Morte al Varieta, L'uomo che Inventava le Barzellette             |
| 70  | Шоу Клипа Карсона           | 1989     | 72                     | L'uomo che Inventava le Barzellette                               |
| 71  | Интрига у Пекингу           | 1989     | 73                     | Intrigo a Pechino                                                 |
| 72  | Глинени војници             | 1989     | 74                     | L'esercito di Terracota                                           |
| 73  | Дневник Амброуза Бирса      | 1989     | 75                     | La Cosa da un Altro Mondo                                         |
| 74  | У земљи патуљака            | 1989     | 76                     | Il Piccolo Popolo                                                 |
| 75  | Краљица горских духова      | 1989     | 77                     | La Regina degli Gnomi                                             |
| 76  | Загонетка звана Џаспер      | 1989     | 78                     | Il Ragazzo Prodigio                                               |
| 77  | Бесмртна жена               | 1989     | 79                     | La Donna Immortale                                                |
| 78  | Електронски вирус           | 1989     | 80                     | La Macchina Invincibile                                           |
| 79  | Санта Клаус 9000            | 1989     | 81                     | Santa Claus 9000                                                  |
| 80  | Песма сирена                |          | 82                     | Il canto della Sirena                                             |
| 81  | Дан делфина                 |          | 83                     | Il Giorno dei Delfini                                             |
| 82  | Зона Х                      |          | 84                     | Assurdi Universi                                                  |
| 83  | Лондонске мистерије         |          | 85                     | I Misteri di Londra                                               |
| 84  | Земља Недођија              |          | 86                     | La Terra che Non C'e                                              |
| 85  | Снежи човек                 |          | 87                     | L'uomo delle Nevi                                                 |
| 86  | Смрт на видео-траци         |          | 88                     | La Setta degli Assasini                                           |
| 87  | Камен мудрости              |          | 89                     | Il Segreto dei Templari                                           |
| 88  | Кристоферово срце           |          | 90                     | Il Cuore di Christopher                                           |
| 89  | Смртоносни сан              |          | 91                     | Sonno Mortale                                                     |
| 90  | Лов на вештицу              |          | 92                     | Caccia all Strega                                                 |
| 91  | Божићна прича               |          | 93                     | Una Storia di Natale                                              |
| 92  | Погрешни прорачун           |          | 94                     | Conto alla Rovescia                                               |
| 93  | Тајни живот Сержа Орлија    |          | 95                     | La Vita Segreta di Sergej Orloff                                  |
| 94  | Витез Орландо               |          | 96                     | Orlando il Paladino                                               |
| 95  | Мутанти                     |          | 97                     | Mutanti                                                           |
| 96  | Холокауст                   |          | 98                     | Holocaust 1990                                                    |
| 97  | Црна пирамида               |          | 99                     | La Piramide Nera                                                  |
| 98  | Осмех из прошлости          |          | 101                    | Il Sorriso Venuto dal Passato                                     |
| 99  | Операција Мона Лиза         |          | 102                    | Operazione Monna Lisa                                             |
| 100 | Некрономикон                |          | 103                    | Necronomicon                                                      |
| 101 | Египћанин Мозес             |          | 104                    | Un Uomo Chiamato Mhosis                                           |
| 102 | Армагедон                   |          | 105                    | Tragico Natale                                                    |
| 103 | Заветни ковчег              |          | 106                    | L'arca Ritrovata                                                  |
| 104 | Земља снова                 |          | 107                    | Il Paese dell'Incubo                                              |
| 105 | Освета Мистер Џинкса        |          | 108                    | La Vendetta di Mister Jinx                                        |
| 106 | Отровни океан               |          | 109                    | L'oceno dei Veleni                                                |
| 107 | Алисејско острво            |          | 110                    | L'isola nel Vento                                                 |

Ванини
| Бр. | Наслов епизоде               | Бр. | Наслов оригинала                      |
| --- | ---------------------------- | --- | ------------------------------------- |
| 1   | Августовски снег             | 125 | Neve d'Agosto                         |
| 2   | Ужас међу Сумеранима         | 126 | Orrore Tra I Sumeri                   |
| 3   | Пузећа смрт                  | 127 | La Morte Strisciante                  |
| 4   | Деца белих очију             | 128 | I Bambini Dagli Occhi Bianchi         |
| 5   | Улица Бејкер                 | 129 | Aria di Baker Street                  |
| 6   | Немогући свет Шерлока Холмса | 130 | I Mondi Impossibili di Sherock Holmes |
| 7   | Велика илузија               | 131 | La Grande Illusione                   |

Хорус
| Бр. | Наслов епизоде | Бр. | Наслов оригинала     |
| --- | -------------- | --- | -------------------- |
| 1   | Тринаести знак | 142 | Il Tredicesimo Segno |
| 2   | Казанова       | 143 | Casanova             |

Специјална издања
Дневник
| Бр.    | Наслов епизоде | Бр. | Наслов оригинала         |
| ------ | -------------- | --- | ------------------------ |
| СПММ1  | Цар демон      | 4   | La Diabolica Invenzione  |
| СПММ2  | Ледени град    | 5   | La Citta Sotto I Ghiacci |
| СПЗС14 | Нова Атлантида | 6   | New Atlantis             |
| СПЗС17 | Ултиматум      | 7   | Ultimatum a New York     |

Team-up издања
Дневник
| Бр.   | Наслов епизоде          | Бр.   | Наслов оригинала          |
| ----- | ----------------------- | ----- | ------------------------- |
| ДДММ1 | Последња станица - Ужас | DDMM1 | Ultima Fermata: L'incubo! |

Аркона
| Бр.   | Наслов епизоде        | Бр.   | Наслов оригинала       |
| ----- | --------------------- | ----- | ---------------------- |
| ММНН1 | Заробљеник будућности | MMNN1 | Prigionerio del Futuro |
| ММНН2 | Тајна базе „Другде”   | MMNN2 | Il Segreto di Altrove  |

Политикин забавник
| Политикин забавник 3693 | Заједно за планету, део I   | NN LIB1 | Uniti per il pianeta, parte I   |
| Политикин забавник 3694 | Заједно за планетз, део II  | NN LIB1 | Uniti per il pianeta, parte II  |
| Политикин забавник 3695 | Заједно за планету, део III | NN LIB1 | Uniti per il pianeta, parte III |
| Политикин забавник 3696 | Заједно за планету, део IV  | NN LIB1 | Uniti per il pianeta, parte IV  |
| Политикин забавник 3697 | Заједно за планету, део V   | NN LIB1 | Uniti per il pianeta, parte V   |

Кратке приче
Маркетпринт
| Бр.             | Наслов епизоде             | Бр.  | Наслов оригинала                                            |
| --------------- | -------------------------- | ---- | ----------------------------------------------------------- |
| Стрипотека 1001 | Било ми је задовољство!... | rb15 | Martin Mystere e il Vagone Della Comedia                    |
| Стрипотека 1002 | Галактички експрес         | rb16 | Martin Mystere e il Vagone Fanascientifico                  |
| Стрипотека 1005 | Убиство у вагону           | rb17 | Martin Mystere e il Vagone di "Omicidi sull'Orient Express" |
| Стрипотека 1006 | То је све народе!          | rb19 | Martin Mystere e il Vagone dei Disegni Animati              |

Доктор Мистерија
Маркетпринт
| Бр.            | Наслов епизоде           | Бр.    | Наслов оригинала                          |
| -------------- | ------------------------ | ------ | ----------------------------------------- |
| Стрипотека 970 | Тајне миланског подземља | AL1998 | Docteur Mystere e il Popolo delle Tenebre |
| Стрипотека 987 | Рат светова              | AL2000 | Docteur Mystere e la Guerra dei Mondi     |

Политикин забавник
| Бр.                     | Наслов епизоде                   | Бр.    | Наслов оригинала                                |
| ----------------------- | -------------------------------- | ------ | ----------------------------------------------- |
| Политикин забавник 2725 | Тајне Милана                     | AL1998 | Docteur Mystere e il Popolo delle Tenebre       |
| Политикин забавник 2726 | Тајне Милана II део              |        |                                                 |
| Политикин забавник 2727 | Тајне Милана III део             |        |                                                 |
| Политикин забавник 2728 | Тајне Милана IV део              |        |                                                 |
| Политикин забавник 2768 | Прича друга: Рат светова         | AL2000 | Docteur Mystere e la Guerra dei Mondi           |
| Политикин забавник 2769 | Прича друга: Рат светова II део  |        |                                                 |
| Политикин забавник 2770 | Прича друга: Рат светова III део |        |                                                 |
| Политикин забавник 3192 | Ужаси црне прашуме               | AL2001 | Docteur Mystere e gli Orrori della Giungla Nera |
| Политикин забавник 3193 | Ужаси црне прашуме II део        |        |                                                 |
| Политикин забавник 3194 | Ужаси црне прашуме III део       |        |                                                 |
| Политикин забавник 3195 | Ужаси црне прашуме IV део        |        |                                                 |
|                         |                                  |        |                                                 |

Чаробна књига 
| Бр.    | Наслов епизоде   | Бр. | Наслов оригинала              |
| ------ | ---------------- | --- | ----------------------------- |
| MM ЧК1 | Доктор Мистерија | DMI | Docteur Mystere. L'integrale. |